# Cold Spring (Minnesota)
Cold Spring is een plaats (city) in de Amerikaanse staat Minnesota, en valt bestuurlijk gezien onder Stearns County.

## Demografie
Bij de volkstelling in 2000 werd het aantal inwoners vastgesteld op 2975.
In 2006 is het aantal inwoners door het United States Census Bureau geschat op 3666, een stijging van 691 (23.2%).

## Geografie
Volgens het United States Census Bureau beslaat de plaats een oppervlakte van
5,5 km², waarvan 5,4 km² land en 0,1 km² water. Cold Spring ligt op ongeveer 351 m boven zeeniveau.

## Plaatsen in de nabije omgeving
De onderstaande figuur toont nabijgelegen plaatsen in een straal van 16 km rond Cold Spring.